# Arkhangel'sk (huyện)
Huyện Arkhangel'sk (tiếng Nga: ? райо́н) là một huyện hành chính tự quản (raion), của Tỉnh Saratov, Nga. Huyện có diện tích 68 kilômét vuông. Trung tâm của huyện đóng ở Arkhangel'sk.